# Радіаційне ураження
Радіаційне або променеве ураження — ушкодження органа, тканини або системи органів, спричинене дією іонізуючого випромінювання і деякими іншими видами випромінювання, наприклад — інфрачервоного, ультрафіолетового тощо. Зумовлене найчастіше біологічною дією іонізуючого випромінювання. Ушкодження, що виникають під час променевого ураження іонізуючим випромінюванням, породжують променеву хворобу. Променеве ураження від інфрачервоного випромінювання проявляється тепловими опіками, перегріванням. Ультрафіолетове випромінювання виявляє головним чином хімічну дію.

## Інтернет-ресурси
- Ядерна Аварія. Відео